# Vino Pedro Ximénez

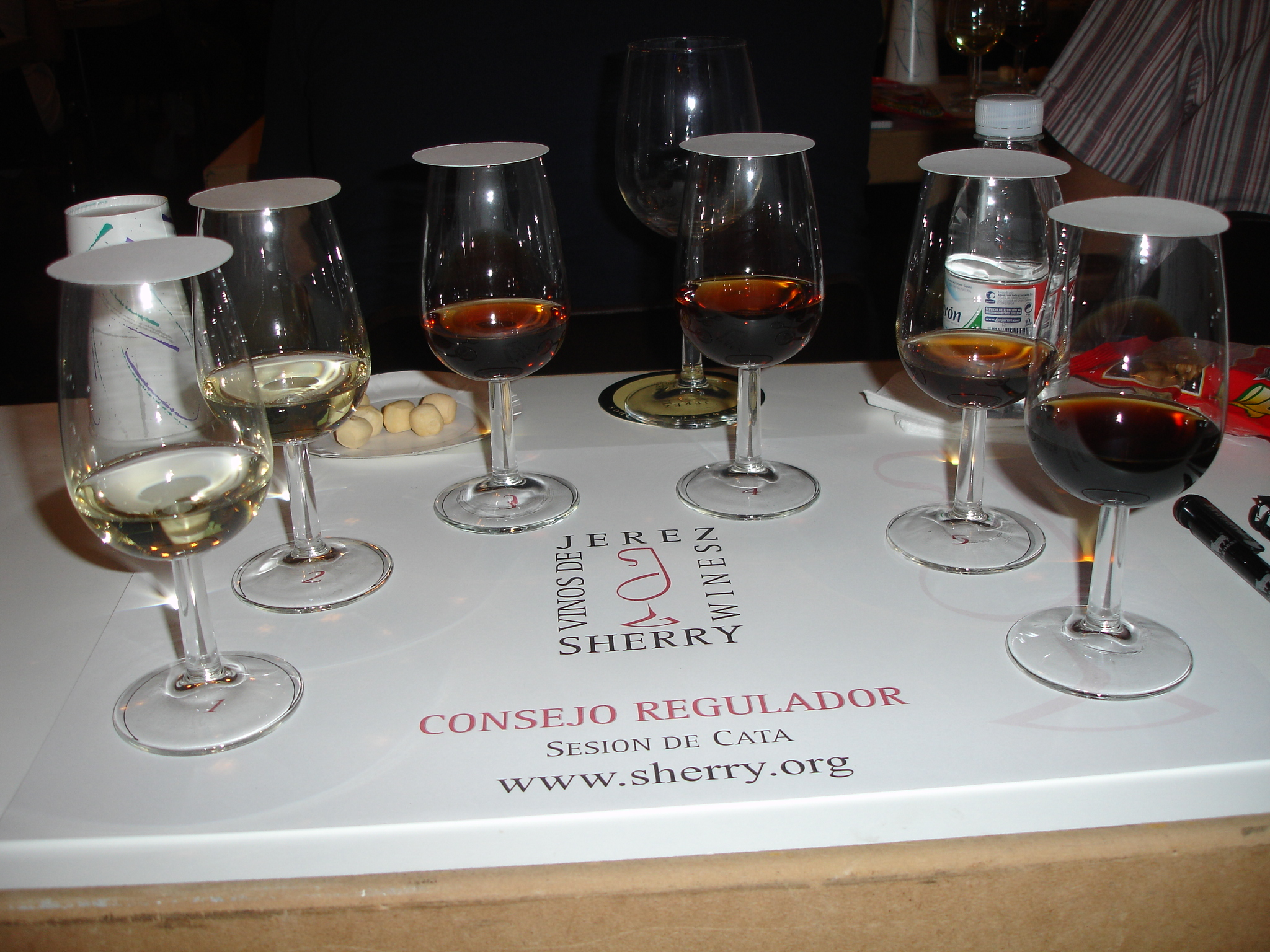
Cata de vinos de Jerez. El de más a la derecha es Pedro Jiménez.

El Pedro Jiménez, Pero Jimén o pedrojiménez es un vino generoso dulce propio de las regiones vinícolas andaluzas del Marco de Jerez, Montilla-Moriles y Málaga (España). Se elabora a partir de pasas de la variedad de uva Pedro Jiménez, que han sido secadas al sol.

## Usos
Es un vino para tomar acompañando a postres, cuyo sabor dulce intenso puede potenciar el sabor de cualquier postre dulce.

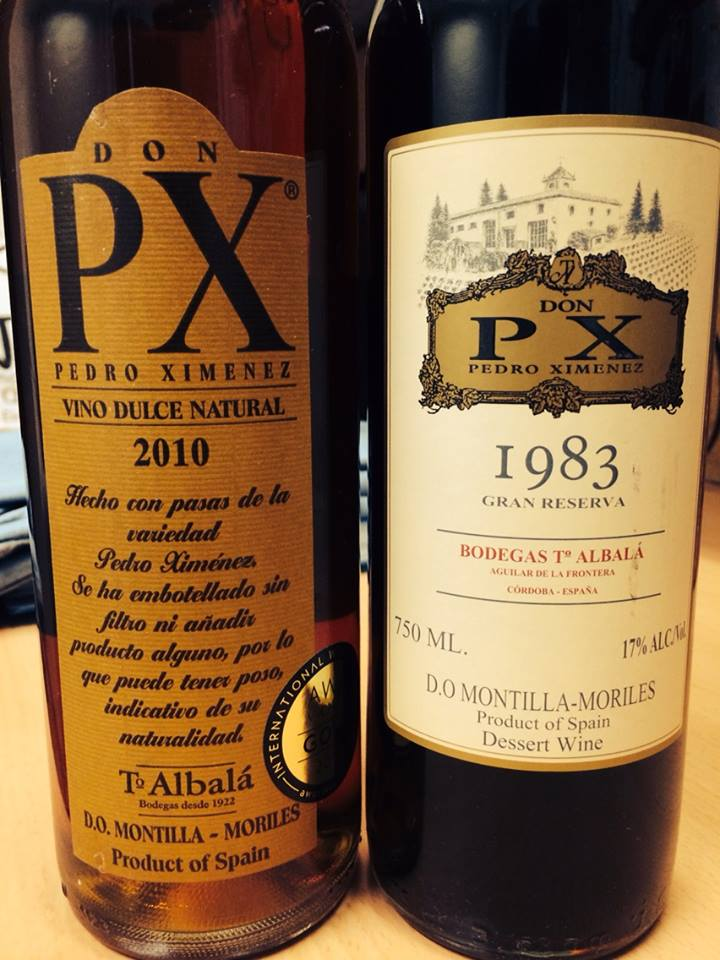
PX Montilla-Moriles

Actualmente se está extendiendo mucho el maridaje en otros platos, por ejemplo la carne al Pedro Ximenez o los platos con salsa de reducción de Pedro Ximénez (normalmente una reducción del 50% aproximadamente, lo que da un sabor muy dulce al plato que acompañe).
También se usa en combinación con otros vinos para crear variedades intermedias, como es el caso del cream.

## Características
Suele tener color caoba oscuro. No obstante, se están desarrollando variedades blancas